# 4 сентября (стадион)
«4 сентября» (тур. 4 Eylül) — многофункциональный стадион в Сивасе, Турция. В основном используется для проведения футбольных матчей, является домашним стадионом для футбольного клуба «Сивасспор». Открыт в 1985 году, вместимость 14 998 мест.
В 2006 году на стадионе была проведена реконструкция. Были добавлены 1200 дополнительных мест, окраска сидений стала красно-белой.